# 内村良英
内村 良英（うちむら よしひで、1921年1月16日 - 2004年7月3日）は、日本の農林官僚である。

## 来歴
1945年に東京帝国大学経済学部を卒業後、農林省に入省する（食管局嘱託）。
食糧庁、農林経済局、水産庁漁政部、1963年～1967年外務省在ロンドン大使館一等書記官、農林経済局国際部長、食糧庁次長、農政局長、農林経済局長を経て、1974年に水産庁長官、1976年～1978年に農林事務次官に就任した。退官後は1981年～1985年に日本中央競馬会理事長、1987年から大日本水産会会長を務めた。
その他に日本農業研究所理事長、国際農友会会長、自然資源保全協会代表設立発起人、農村更生協会代表、農業者年金基金理事長など、農政分野で要職を歴任した。
後に河野洋平衆議院議長（当時）は「初めて会った時姿、形があまりにスマートだったので外務省の役人だと思った。」と語った。姪に元NHKアナウンサーの柴田優子がいる。
1993年に勲二等旭日重光章を受勲した。
2004年7月3日、肺炎のために逝去。83歳没。

## 脚註
1. ↑  『現代物故者事典2003～2005』（日外アソシエーツ、2006年）p.92
2. ↑  『日本官僚制総合事典』東京大学出版会、2001年11月発行、374頁
3. ↑  『日本官界名鑑』1979年版 日本官界情報社
4. ↑  内村良英氏死去 元農林省（現農水省）事務次官 – 共同通信 47NEWS 2004年7月4日閲覧